# 大野山 (神奈川県)
大野山（おおのやま）は、神奈川県足柄上郡山北町にある標高723.1mの山である。
神奈川県立丹沢大山自然公園に属する。山頂一帯は、神奈川県立大野山乳牛育成牧場（昭和43年度に完成）として利用されてきたが、2016年（平成28年）の3月31日をもって県営牧場としては廃止することになった。
山頂部では牧草地が広がり眺めが良く、場所を変えれば360度の展望があり、箱根山や富士山、足柄平野や丹沢山地の眺めが良い。

## 周辺の山
- 不老山（928m）
- 高松山（801.4m）
- 権現山（1,019m）

## ギャラリー

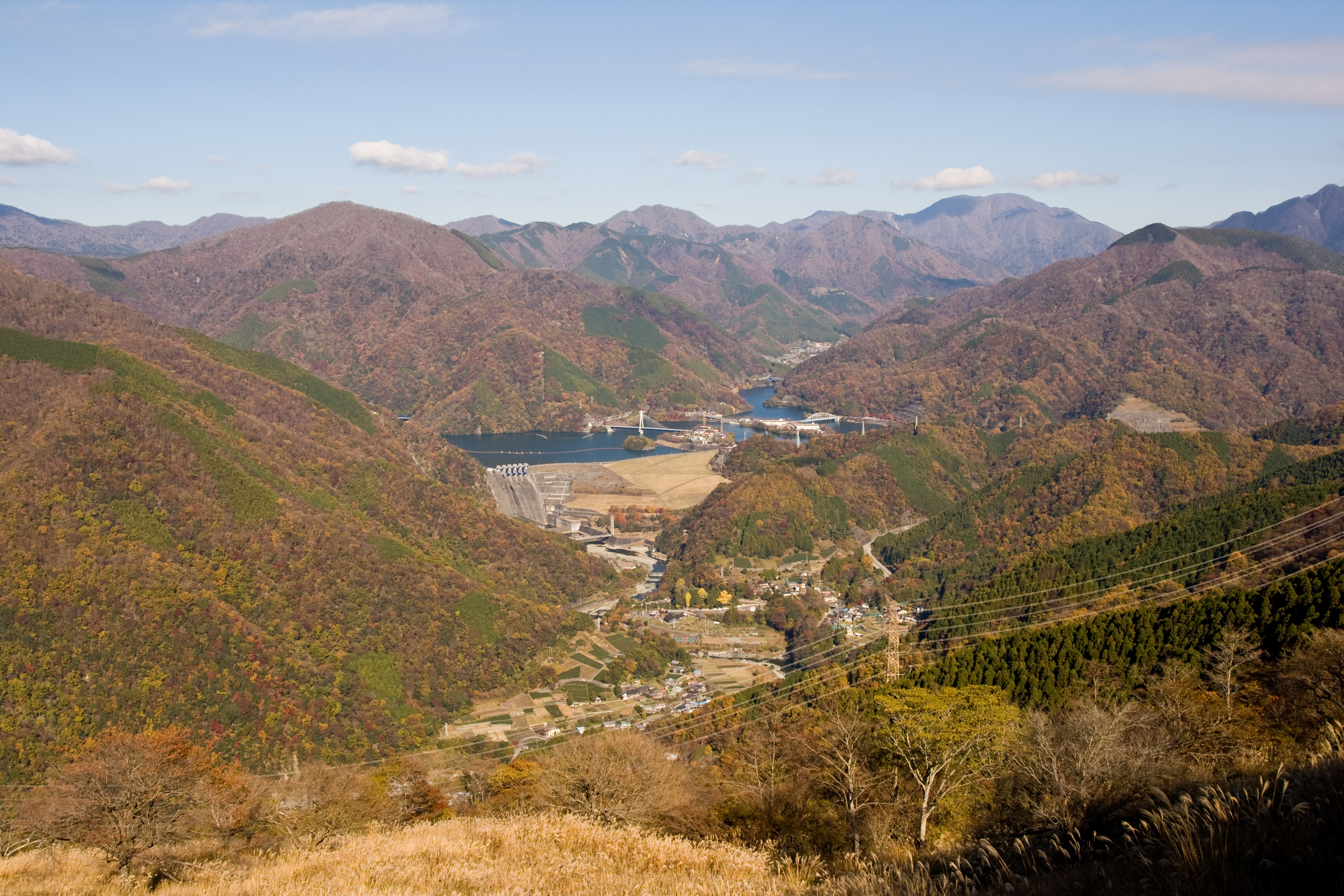
大野山から北に望む丹沢湖右奥の高峰は大室山
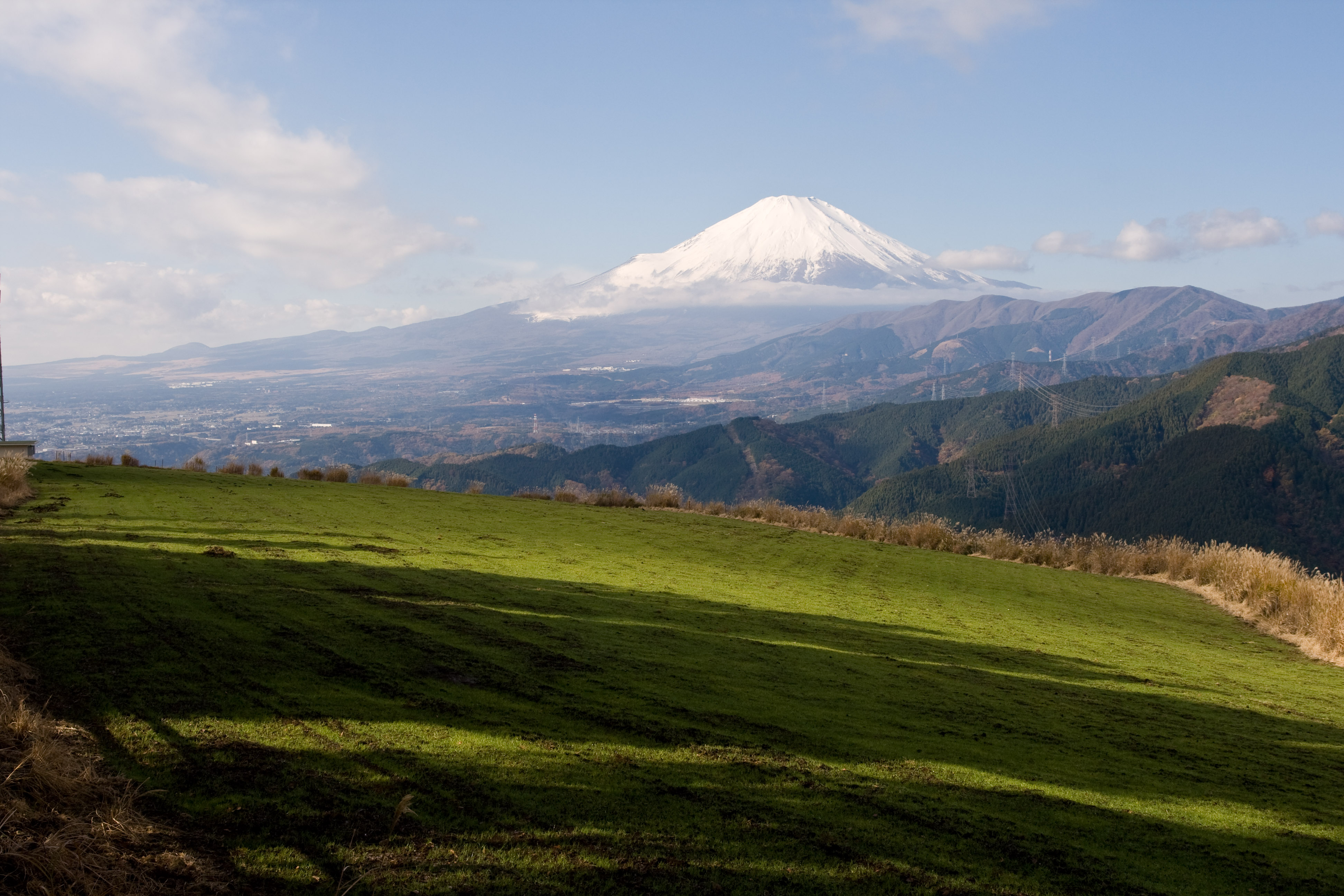
大野山から西に望む富士山
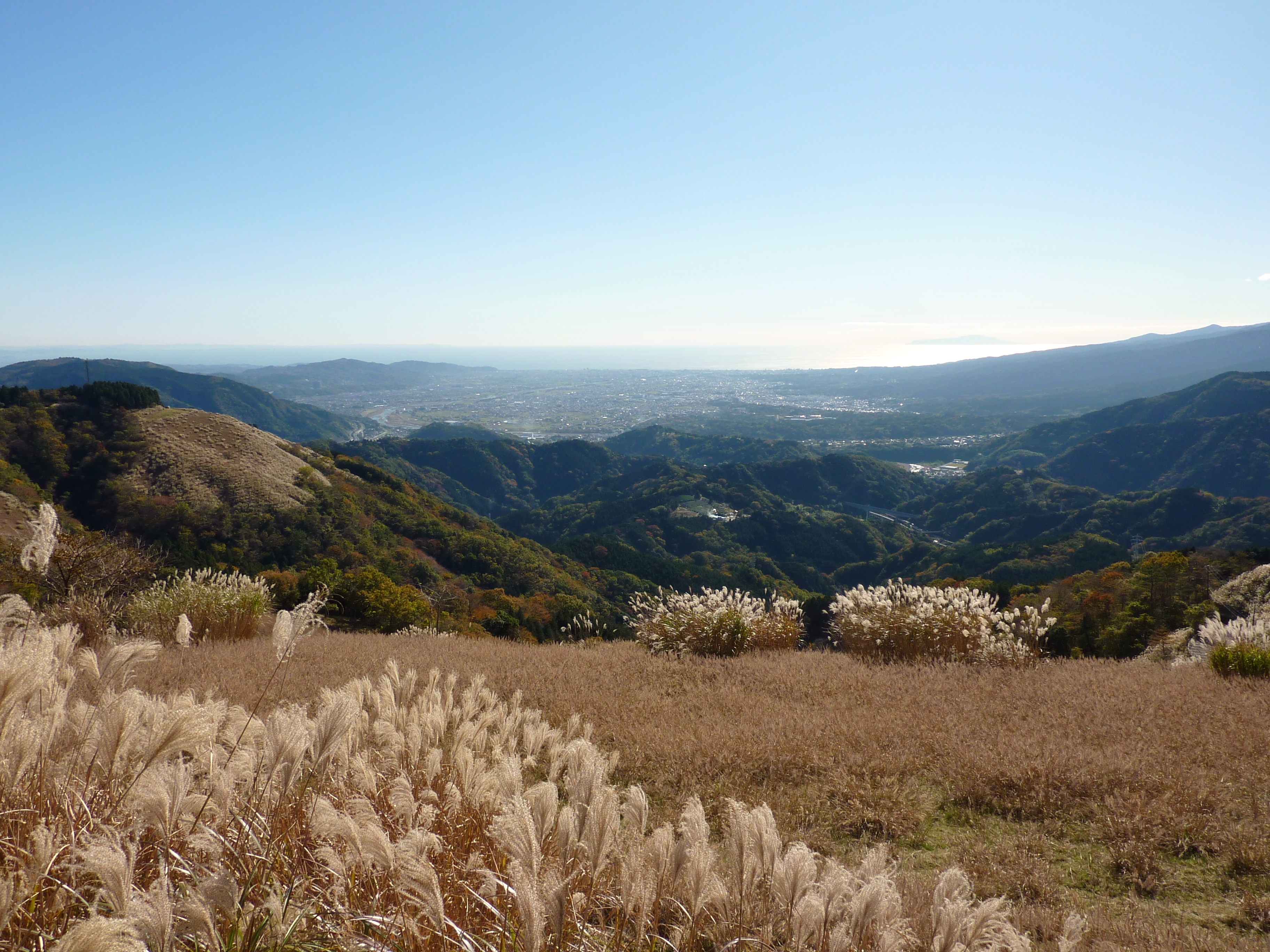
大野山から南東に望む足柄平野と相模湾
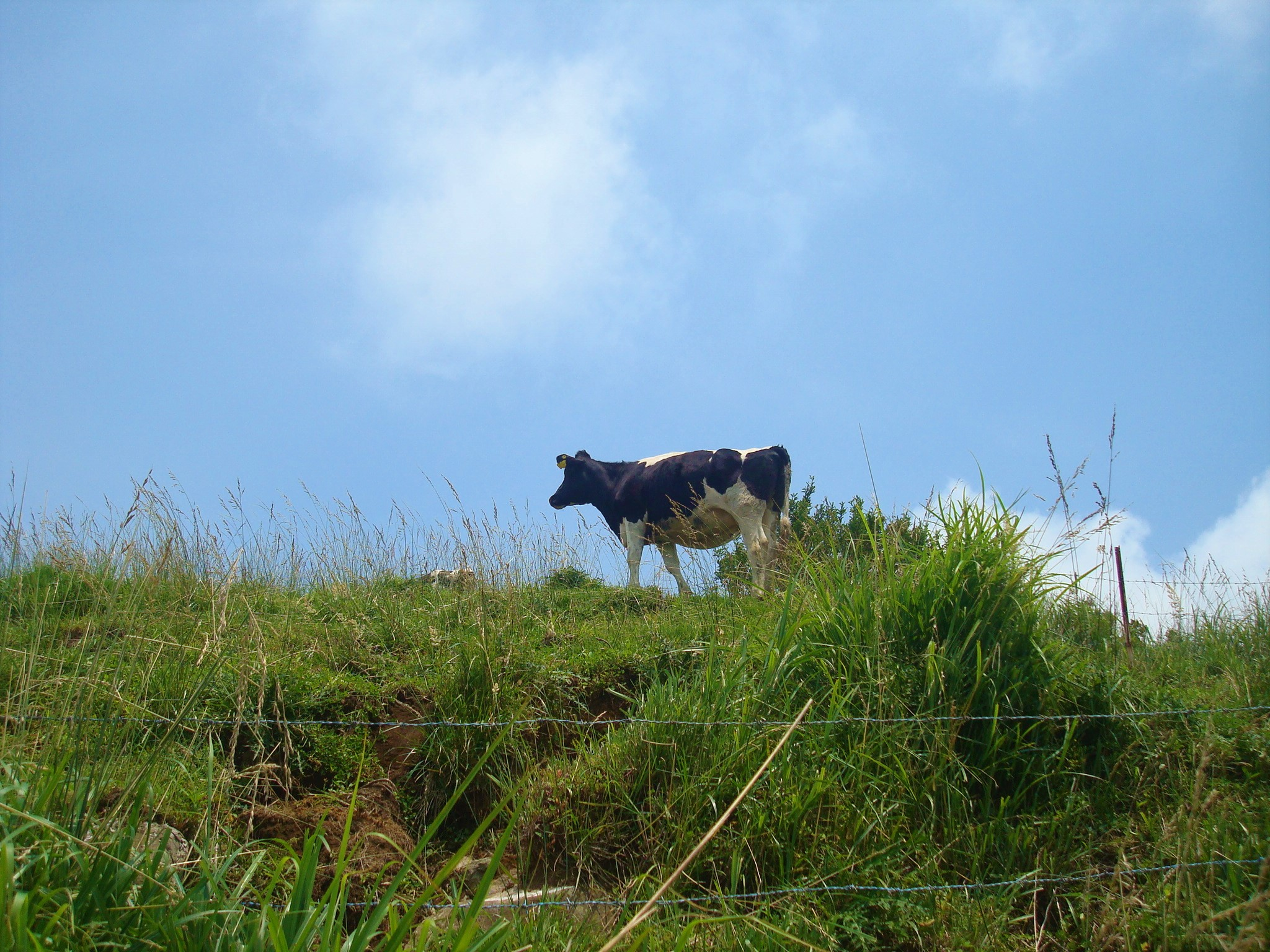
大野山の乳牛
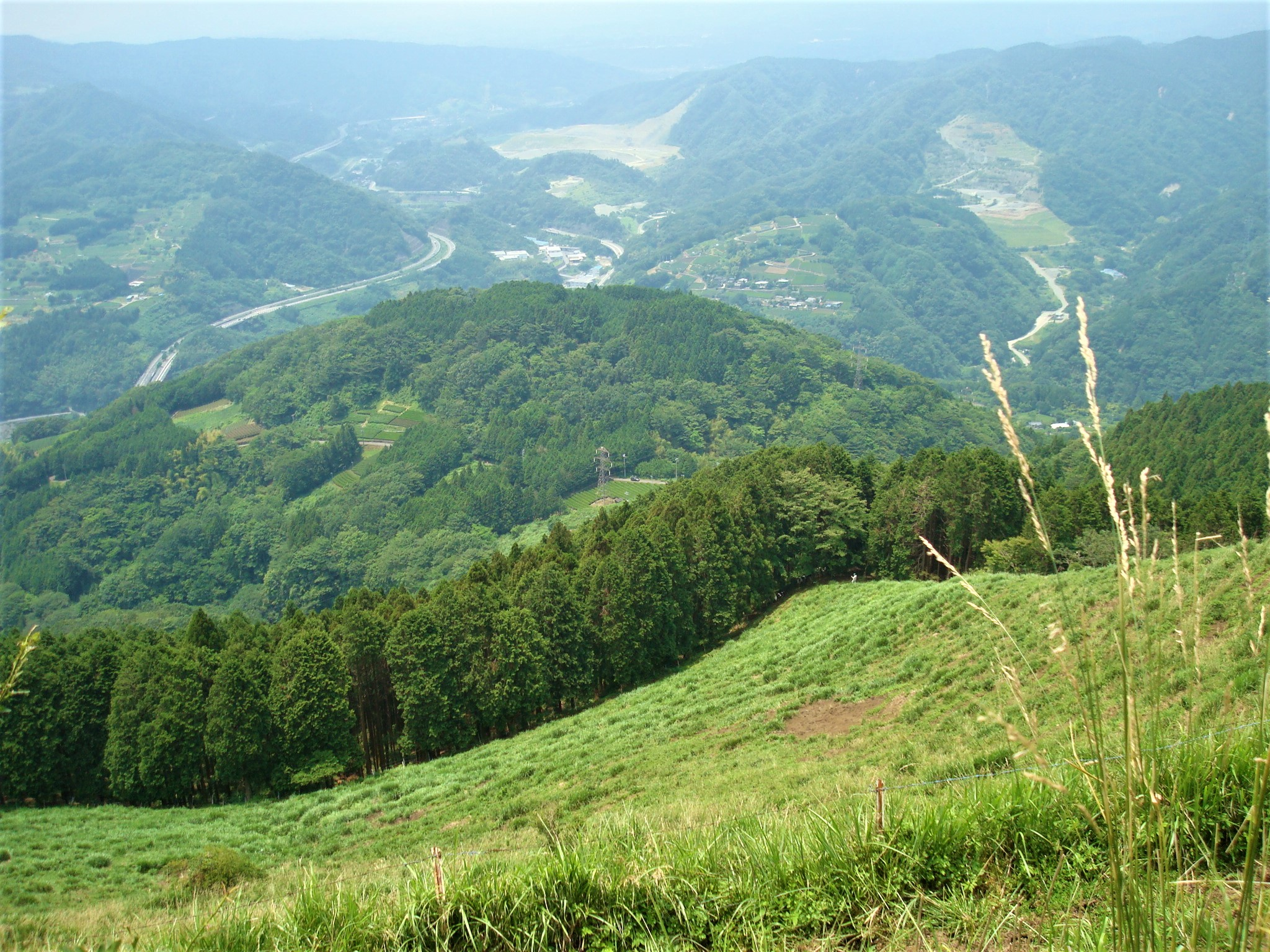
大野山の乳牛育成牧場
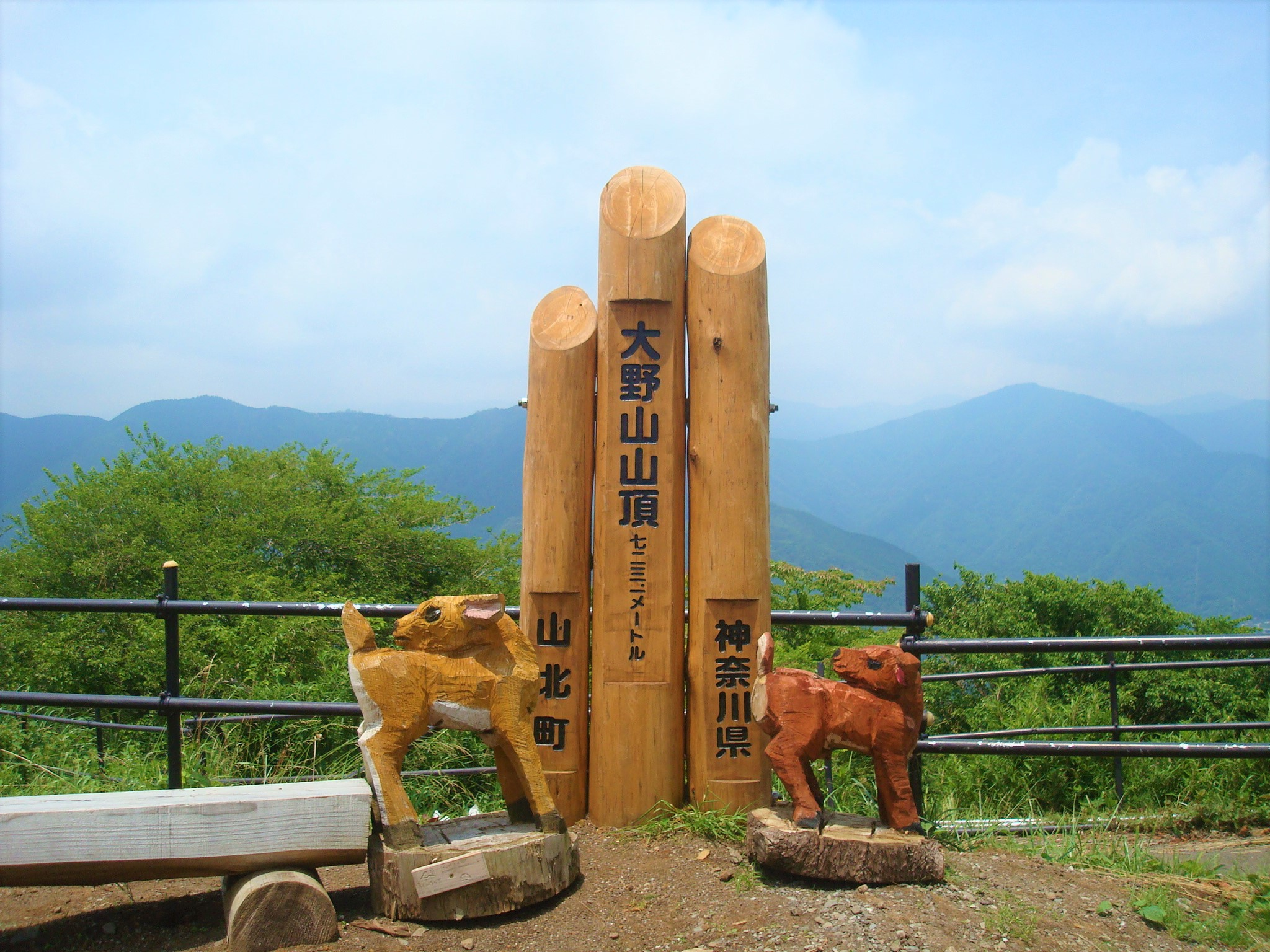
大野山の山頂
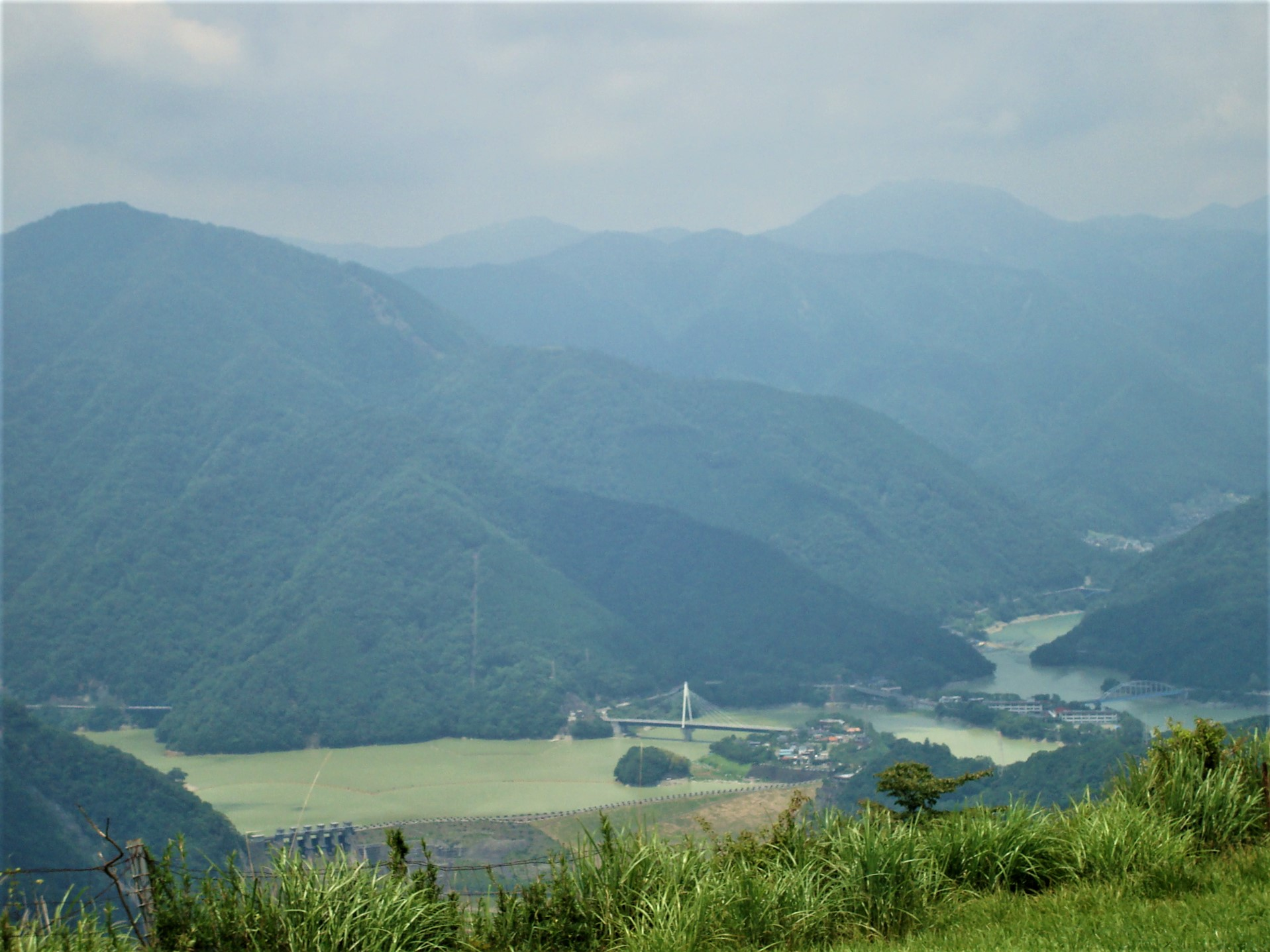
大野山から丹沢湖を望む
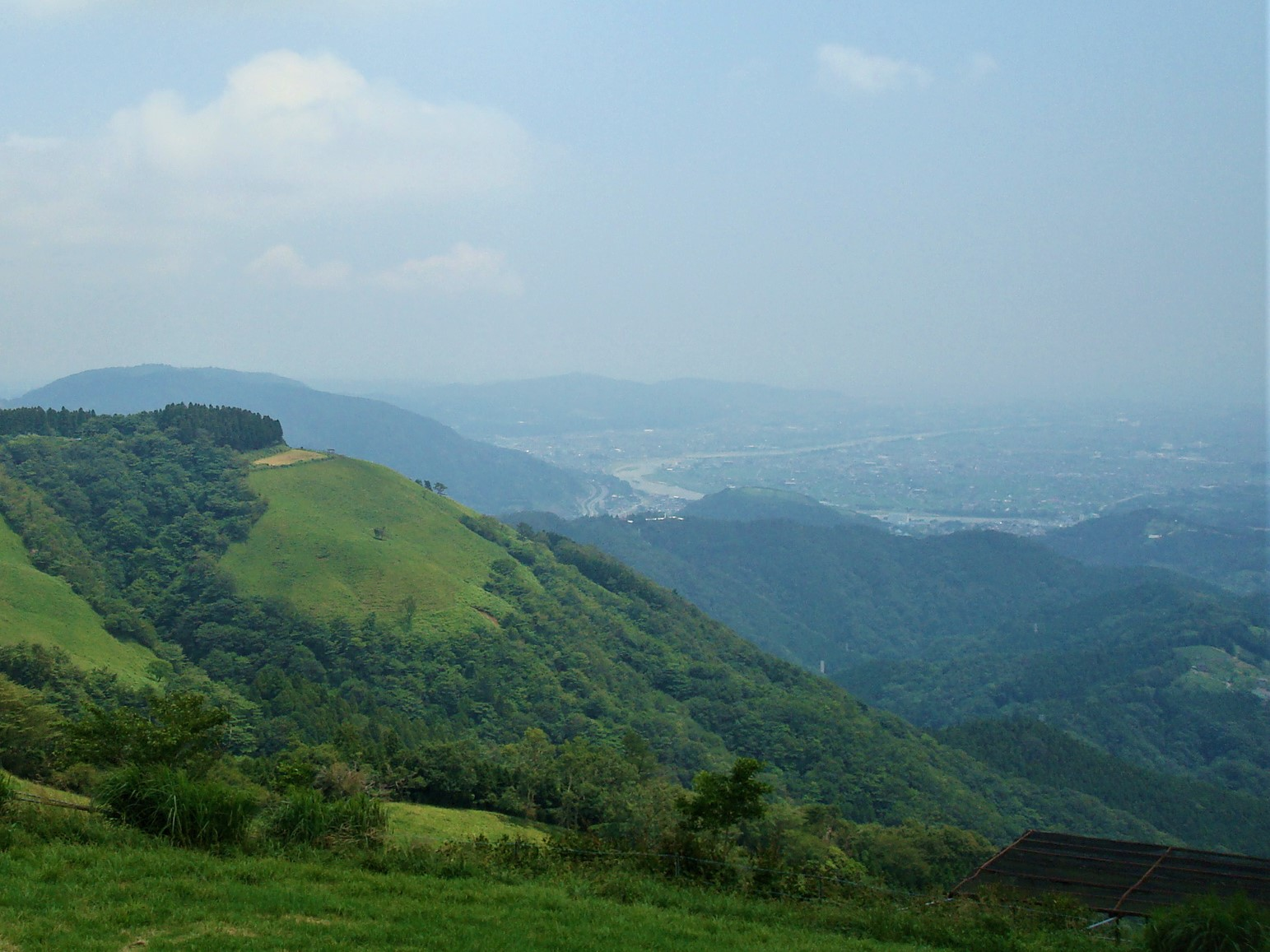
大野山から山北町